# Wubanoides
Wubanoides är ett släkte av spindlar. Wubanoides ingår i familjen täckvävarspindlar.
Kladogram enligt Catalogue of Life:
| Wubanoides | \| \| Wubanoides fissus \| \| \| \| \| \| Wubanoides uralensis \| \| \| \| |
|            | \| \| Wubanoides fissus \| \| \| \| \| \| Wubanoides uralensis \| \| \| \| |
|            | Wubanoides fissus                                                          |
|            |                                                                            |
|            | Wubanoides uralensis                                                       |
|            |                                                                            |